# Nittedal
Nittedal là một đô thị ở hạt Akershus, Na Uy.
Nittedal được thành lập đô thị ngày 1 tháng 1 năm 1838 (xem formannskapsdistrikt).
Nittedal nằm ngay đông bắc của thủ đô Oslo và là ngoại ô của thủ đô. Đô thị này nằm ở hai bên sông Nitelva. Trung tâm dân số cực nam nằm ờ Hagan. Về pháo bắc là: Slattum, Rotnes, Åneby, Grønvoll, Varingskollen và Hakadal.
Tên gọi theo (Norse Nitjudalr) là một tê quận cổ. Cho đến năm 1918, tên gọi này được viết "Nittedalen".